# Agrilus bokori
Agrilus bokori es una especie de insecto del género Agrilus, familia Buprestidae, orden Coleoptera.
Fue descrita científicamente por Gebhardt, 1925.